# Čekání na Godota
Čekání na Godota (francouzsky En attendant Godot, anglicky Waiting for Godot) je klasické absurdní drama Samuela Becketta. Autor napsal hru ve francouzštině v období od října roku 1948 do ledna 1949. Knižně byla hra vydána roku 1952 a poprvé uvedena 5. ledna roku 1953 v Théâtre de Babylone v Paříži. Pro její první uvedení v angličtině roku 1955 v Londýně ji autor sám přeložil a opatřil podtitulem tragikomedie o dvou jednáních.

## Děj
Drama tvoří pouze dvě dějství. Dekorace je omezena na jeden strom, scéna je tvořena venkovskou cestou. Právě zde se setkávají dva tuláci, přátelé Estragon a Vladimír, z jejichž chaotického dialogu vyplývá jen jediné, že čekají na jakéhosi Godota, který by měl změnit jejich životní osudy. Jejich nekonečný rozhovor je přerušen příchodem pána Pozza s bičem a jeho sluhy Luckyho, který je jako otrok veden na provazu. První z nich ztělesňuje vychloubačnou, až sadistickou osobu, otrok je naopak bytostí zcela poníženou.
Tuláci navazují s Pozzem absurdní rozhovor a po jejich odchodu vstupuje na scénu chlapec oznamující, že pan Godot dnes nepřijde, ale že se určitě dostaví zítra. Odchodem chlapce končí první dějství.
Druhé dějství pokračuje takřka opakováním dějství prvého. Jedinou změnou je, že brutální pán Pozzo přichází slepý a jeho život je závislý na Luckym, který je naopak němý. Na konci druhého dějství se opět objevuje chlapec a sděluje, že ani dnes pan Godot nedorazí. Estragon a Vladimír tedy odcházejí s tím, že přijdou opět zítra. Chtějí odejít, ale ani se nehnou.

## Význam

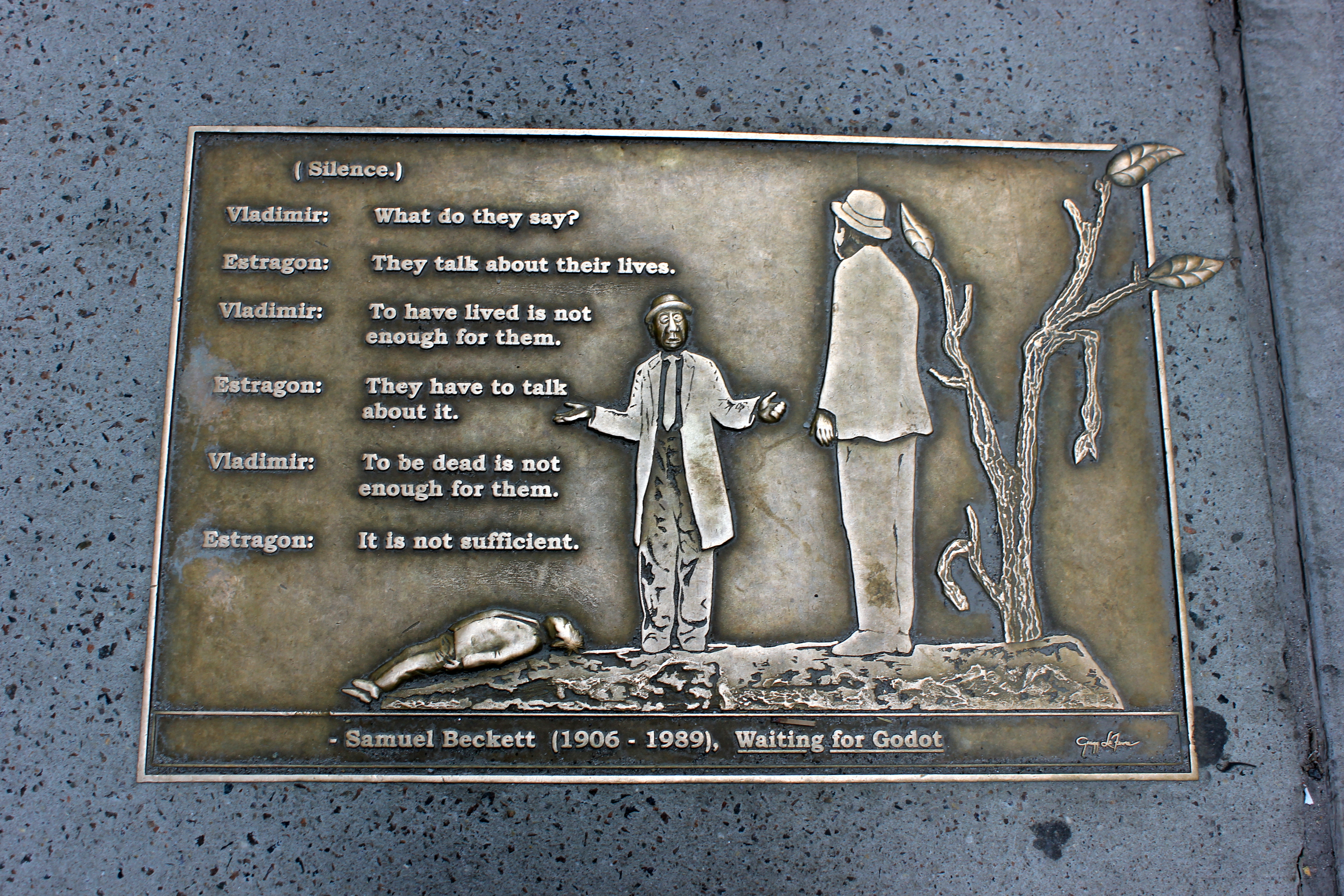
Waiting for Godot - Library Walk, Manhattan

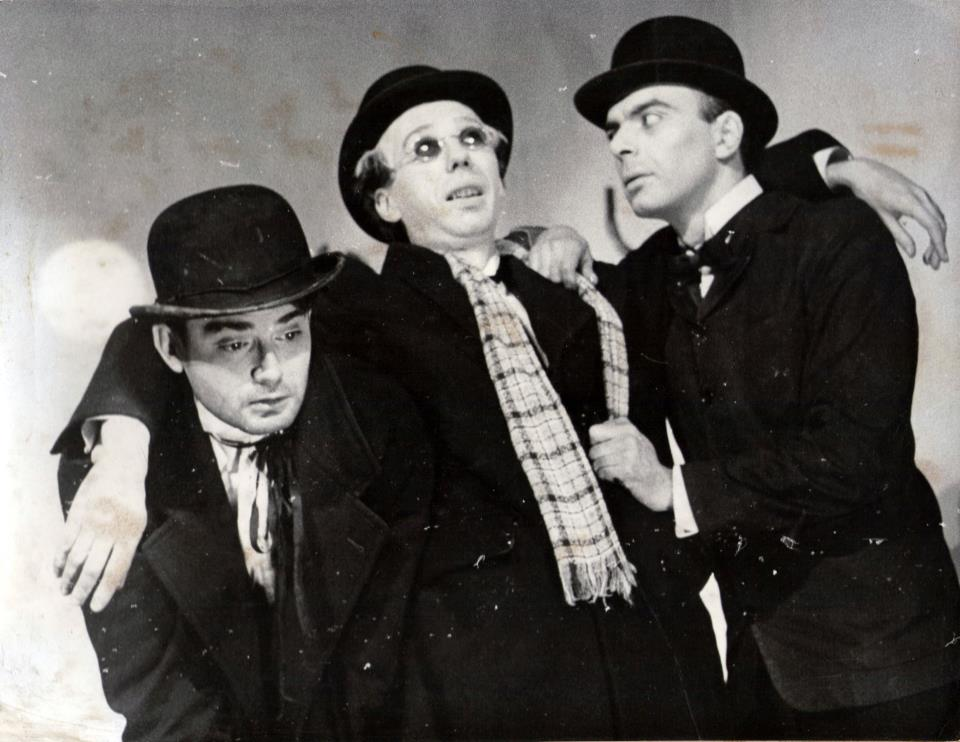
Uvedení hry roku 1956 v Buenos Aires.

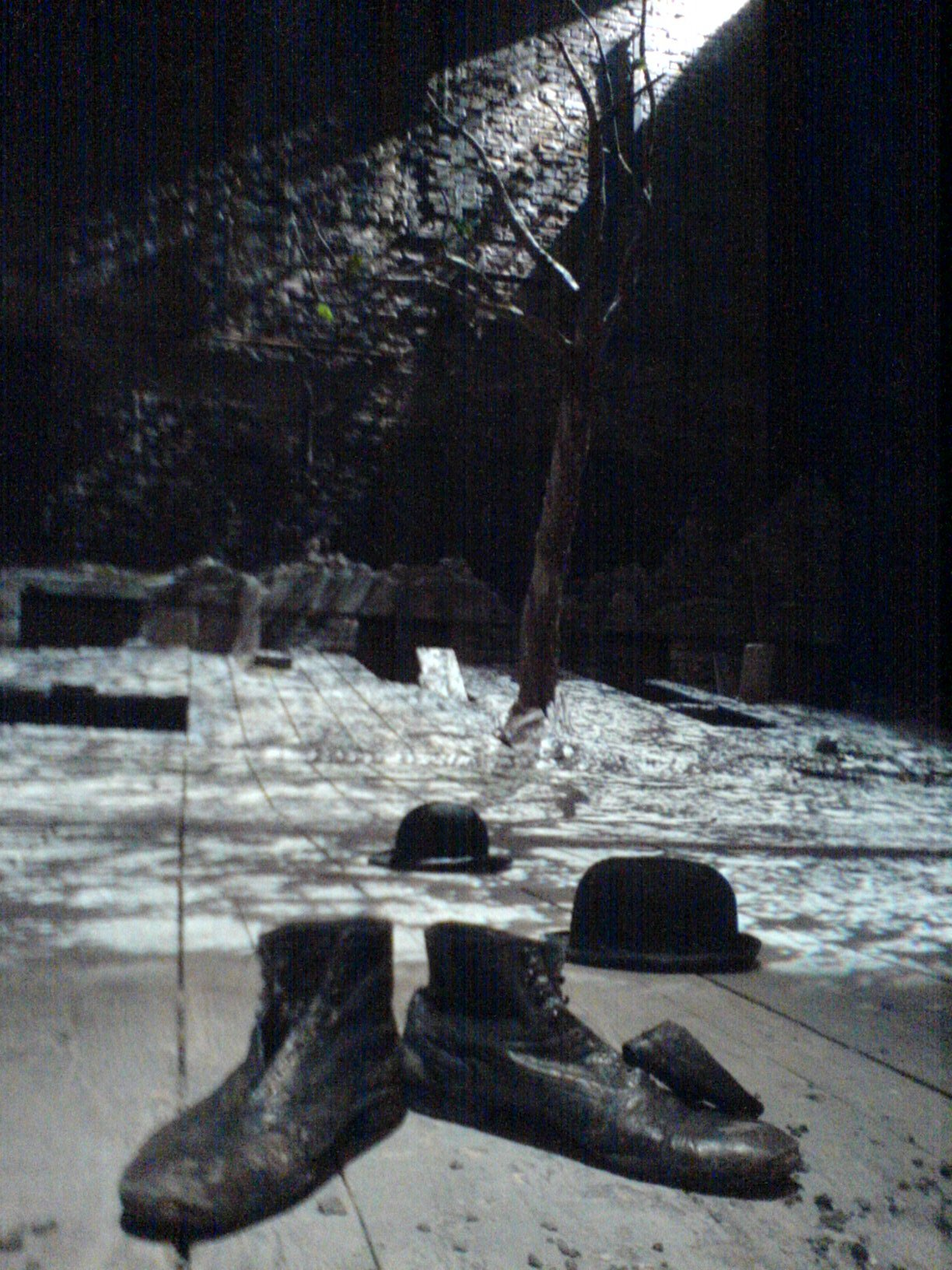
Uvedení hry roku 2009 v Theatre Royal Haymarket ve Westminsteru.

Hra má mnoho významových rovin. Chápejme ji jako tragické podobenství absurdity lidského údělu, jako důkaz, že jediným možným smyslem života je nesmyslné očekávání (jméno Godot připomíná anglický výraz pro Boha: „God“, sám Beckett ale tvrdí, že vzniklo z francouzského slangového výrazu pro vojenskou botu „godillot, godasse" a podobnost s „God" je pouze náhodná, případně vznikla podvědomě, protože hru původně psal ve francouzštině) a jediným způsobem, jak si svůj úděl ulehčit, je zabíjet čas, jenž je mu vymezen. A zabíjet jej je možno a nutno jakkoliv. Hlavní protagonisté si odrážejí slova jako pingpongové míčky, jejich úkolem není tomu druhému něco sdělit, ale jen zaplnit co nejvíce ubíjejícího času.
Nejde o hru o rozbíjení sdělné funkce jazyka, ale hru o čekání. Vladimír a Estragon jsou tuláci, kteří se snad už padesát let pohybují stále na týchž místech, ačkoliv přitom putují z místa na místo, tuláci redukovaní na nepatrné množství fyziologických potřeb a na dvě tři potřeby morální - nezůstat sami, čekat na Godota a zabíjet čas. Pozzo a Lucky jsou k sobě přivázáni, a to zcela materiálně, provazem a smyčkou. Jejich vztah je vztahem pána a otroka vzájemně připoutaných zištnými zájmy. Nakonec pak spolu setrvávají snad i ze zvyku a společně v průběhu hry fyzicky zchátrají tak, že se posléze v nabytém zmrzačení navzájem doplňují. V prvním dějství Lucky tancuje, jak mu Pozzo píská, a dokonce i tak, jak mu nepíská, ale jak si Lucky myslí, že by pískal, kdyby pískal. V dějství druhém sice Pozzo stále vede Luckyho na provaze, ale ve skutečnosti jde, kam ho Lucky táhne, alespoň potud, pokud je sám schopen jít. Toto jejich fyzické zmrzačení je tragickou výzvou k lidskosti.
Vladimír a Estragon jsou víceméně svobodní. Ve hře se na začátku scházejí, pak zase rozcházejí každý na jinou stranu a nakonec se zase vracejí k sobě. Zajisté mají někdy jeden druhého dost, ale nejsou schopni bez sebe žít. Vladimír a Estragon jsou tuláci a zároveň i klauni, parodují sami sebe i Pozza s Luckym. V celém jejich dialogu nelze přesně rozeznat, která slova mají skutečně sdělnou hodnotu a která jsou vyřčena jen proto, aby zaplnila mlčení. Čekání na Godota se k divákovi neobrací s jednoznačnou a ucelenou odpovědí, kterou by do hry autor předem zašifroval. Spíše na něj naléhá sérií krutých otázek, na něž se divák může pokoušet hledat odpověď vlastní. Krutost dramatu spočívá v tom, že vrhá divákovi do tváře otázky o smyslu jeho vlastní existence.

## Filmové adaptace
- Waiting for Godot (1961), epizoda z amerického televizního seriálu Play of the Week, režie Alan Schneider.
- Waiting for Godot (2001), irský film, režie Michael Lindsay-Hogg.

## Česká vydání a překlady
- Čekání na Godota, Dilia, Praha 1964, přeložil Jiří Kolář, znovu roku 1994.
- Čekání na Godota, Odeon, Praha 1986, přeložil Patrik Ouředník, znovu Větrné mlýny, Brno 2005, Národní divadlo, Praha 2010, Větrné mlýny, Brno 2011.
- Čekání na Godota, Divadlo za branou, Praha 1991, přeložil Karel Kraus.